# جانسونویل (ویسکانسین)
جانسونویل (به انگلیسی: Johnsonville) یک منطقهٔ مسکونی در ایالات متحده آمریکا است که در شهرستان شیبویگان، ویسکانسین واقع شده‌است.